# Placówka Straży Celnej „Kobyla”

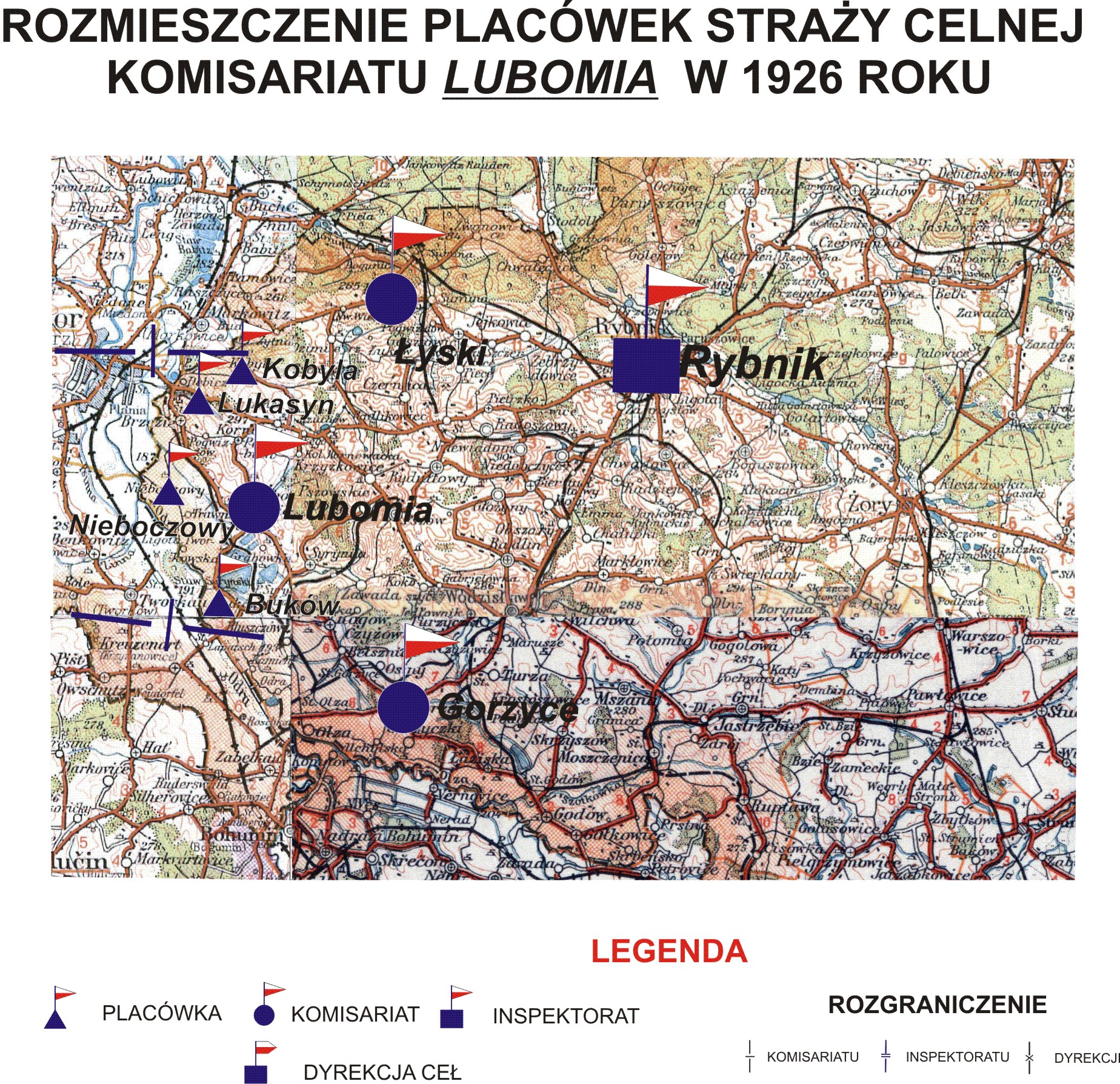
Rozmieszczenie placówek SC Komisariatu Lubomia w 1926

Placówka Straży Celnej „Kobyla” – jednostka organizacyjna Straży Celnej pełniąca w okresie międzywojennym służbę ochronną na granicy polsko-niemieckiej.

## Formowanie i zmiany organizacyjne
Na wniosek Ministerstwa Skarbu, uchwałą z 10 marca 1920 roku, powołano do życia Straż Celną. Od połowy 1921 roku jednostki Straży Celnej rozpoczęły przejmowanie odcinków granicy od pododdziałów Batalionów Celnych. W 1921 roku w Storożewie stacjonował sztab 3 kompanii 26 batalionu celnego. Kompania wystawiała między innymi placówkę w Kobyle. Początek działalności Straży Celnej na Śląsku datuje się na dzień 15 czerwca 1922 roku. Proces jej tworzenia trwał do końca 1922 roku. Placówka Straży Celnej „Kobyle” weszła w podporządkowanie komisariatu Straży Celnej „Lubomia” z Inspektoratu SC „Rybnik”.  W strukturach nowo powstałej formacji placówki „Kobyla” nie odtworzono.
W drugiej połowie 1927 roku przystąpiono do gruntownej reorganizacji Straży Celnej. W praktyce skutkowało to rozwiązaniem tej formacji granicznej. Ochronę północnej, zachodniej i południowej granicy państwa przejęła powołana z dniem 2 kwietnia 1928 roku Straż Graniczna.

## Funkcjonariusze placówki
Kierownicy placówki
| stopień          | imię i nazwisko, numer | okres pełnienia służby | kolejne stanowisko |
| ---------------- | ---------------------- | ---------------------- | ------------------ |
| dozorca          | Sylwester Zbielski     | 1922–                  |                    |
| starszy strażnik | Ignacy Woźniak (1063)  | był w 1926             |                    |

Obsada personalna placówki w 1926:
- starszy strażnik Ignacy Woźniak (1063)
- strażnik Teodor Korczok (455)
- strażnik Jan Zapłata (1123)
- strażnik Antoni Gwoźdź (453)
- strażnik Stanisław Kłodnicki (432)
- strażnik Józef Ćwieląg (134)
- strażnik Roman Zając (829)
- strażnik Franciszek Kasperczak (690)
- strażnik Jan Bienkowski (61)